# Esil
Esil (en kazajo: Есіл; y en ruso: Есиль) es una ciudad ubicada en el oeste de la provincia de Akmolá, a la orilla derecha del curso medio del río Ishim —un afluente del río Irtish que, a su vez, lo es del Obi. Su población en el año 2009 era de 11 500 habitantes.

## Referencias

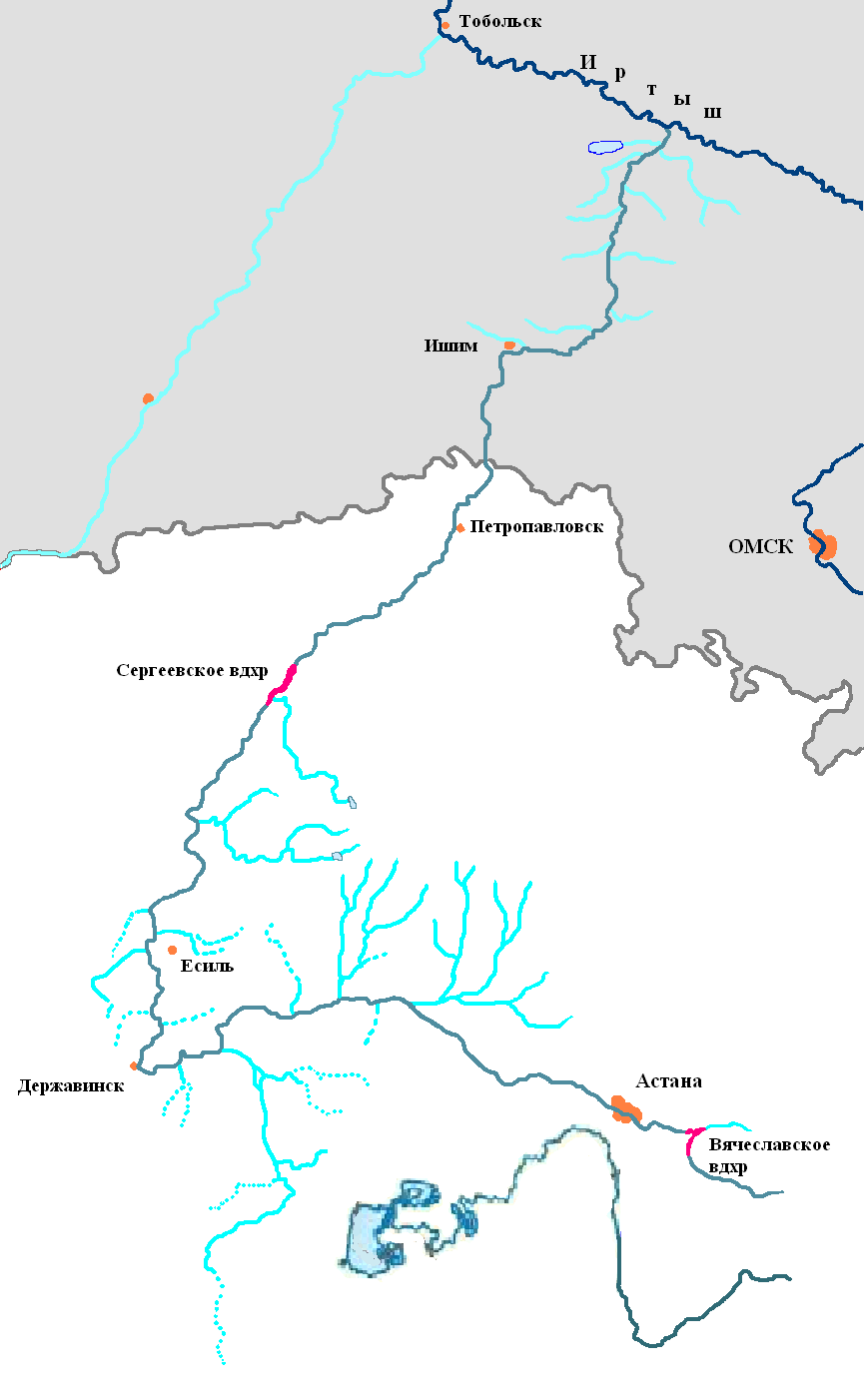
Mapa en ruso del río Ishim en el que aparece, a la orilla derecha de su curso medio, Esil (Есиль)